# 科学画報
『科学画報』（かがくがほう）は、誠文堂新光社から刊行されていた月刊雑誌である。
1923年4月創刊、1950年7月休刊。1956年6月復刊、1961年6月再休刊。
科学の記事だけでなく工業や技術、医学系の記事も扱っていた。1920年代に創刊され、科学をテーマにした雑誌は当時の雑誌としては時代の先端を走っていた。1930年代に入り、徐々に時局を反映して兵器関連の記事が増える。戦後も続いていたが休刊に至る。一種の啓蒙書的な役割も果たした。
出版社が科学画報社から誠文堂新光社に移るなど何度か出版社が変っている。大正時代に創刊された科学系の雑誌の中では比較的長く続いた部類である。